# جفری سکس
جفری سَکْس (انگلیسی: Geoffrey Sax؛ زادهٔ ۱ ژانویهٔ ۲۰۰۰) کارگردان فیلم و کارگردان تلویزیونی اهل بریتانیا است.
از فیلم‌ها و سریال‌هایی که وی در آن‌ها نقش داشته است، می‌توان به فرانکی و آلیس و ما اشاره نمود.